# Lupicaire
Lupicaire est un chef de routiers du XIIe siècle, au service de Jean sans Terre d'abord, puis de Philippe Auguste ensuite.

## Différents noms
Autres noms sous lequel on retrouve Lupicaire :
- Lupescair
- Loupescairo

## Biographie

### 1203-1204: Conquête de la Normandie par Philippe Auguste

#### À la tête de la Normandie
L'assassinat d'Arthur par Jean sans Terre en 1203 permet à Philippe Auguste de confisquer par jugement la Normandie au Roi d'Angleterre. Le Roi Jean vassal du Roi de France pour la Normandie ne se soumet pas à ce jugement (qui le condamne également à mort). Philippe Auguste attaque donc la Normandie.
Les deux armées sont composées de chevaliers et de troupes de mercenaires à pieds :
- Lambert Cadoc et ses mercenaires gallois côté français.
- Archas Martin et Lupicaire côté anglo-normand.

Au printemps 1204, la prise de  Château Gaillard par Philippe Auguste entraine la déroute de l'armée anglo-normande. Le Roi Jean fuit en Angleterre. La plupart des chevaliers refusent de rester combattre dans ces conditions et cherchent à négocier avec Philippe Auguste s'ils sont Normands ou rentrent dans leurs terres dans le cas contraire. Deux chefs mercenaires, Archas Martin et Lupicaire, se retrouvent à gouverner la Normandie. Ils sont nommés à ce poste par le roi d'Angleterre. Mais cette fonction atypique pour un chef de routier sera de courte de durée, Philippe Auguste conquérant rapidement tout le Duché de Normandie,,.

#### Trahison
|  |

Lupicaire est dans le château de Falaise quand l'armée de Philippe Auguste vient assiéger celui-ci. Lupicaire ne garde le château que 7 jours ; le temps de négocier avec Philippe Auguste. Il trahit Jean et rejoint l'armée du Roi de France avec tous ses mercenaires.
Il y a de nombreuses raisons qui expliquent ce changement de camp. On peut, tout d'abord considérer qu'il s'agit d'une cause perdue, une grosse partie de l'armée ayant disparu avec la fuite des chevaliers et du Roi lui-même. Deuxièmement, si les seigneurs fuient, si les Normands cherchent à négocier, on peut tout à fait comprendre qu’un mercenaire qui vient du Brabant ne veuille pas mourir pour défendre la Normandie ! Enfin, le Roi Jean, en 1204, ne payait pas ou mal ses mercenaires qui se rétribuaient en pillant sur place,.

#### Sous les ordres de Guillaume II des Barres
Selon Adolphe Poignant, Philippe Auguste cherche à écarter de Normandie les chevaliers bretons qui l'ont rejoint. Ces derniers sont au nombre de 400 et sous les ordres de Guy de Thouars. Ils saccagent et pillent des villes normandes comme le Mont-Saint-Michel et Avranches. Ces exactions sont contreproductives pour Philippe Auguste qui cherche à s'attirer la neutralité des seigneurs normands. Le roi associe donc les chevaliers bretons aux mercenaires de Lupicaire en une nouvelle armée sous les ordres de Guillaume des Barres et du comte de Boulogne. Cette armée se sépare de celle de Philippe Auguste et quitte le cœur de la Normandie. Elle est chargée de surveiller la région de Mortain à la limite entre la Normandie et la Bretagne.